# Жан V де Бюэй
Жан V де Бюэй (фр. Jean V de Bueil; 1406 — 1477, шато де Вожур) — французский военный деятель эпохи Столетней войны, шевалье (с 1434 или 1435 года), адмирал Франции (1450—1461), граф де Сансерр (под именем Жан IV, 1451—1477), виконт Карантана (1450—1477), сеньор де Бюэй, де Курсийон, Монтрезор и шато-э-Анжу, Сен-Кале, Вожура, Юссе.
Входил в число спутников Жанны д’Арк и имел прозвище Чума англичан.
Всю свою жизнь посвятил преданному служению короне Франции.

Герб Жана V де Бюэя

## Юношеские годы
Сын Жана IV де Бюэя и Маргариты, графини Сансеррской. Отец и дядя 9-летнего Жана были убиты в битве при Азенкуре в 1415 году.
Заботы о юном Жане взял на себя его дядя Ардуэн де Бюэй, епископ Анжера. В 1418 году 12-летний Жан перенял от него сеньорию и остатки замка Вожур. В следующие годы жизни он часто посещал Вожур и в июле 1477 года умер именно в этом замке.
В августе 1422 года Жан V завершил своё обучение при виконте Гийоме II Нарбонском. В ходе его первой битвы Жану исполнилось всего лишь 18 лет. Это была битва при Вернёе в 1424 году, где он сражался под знамёнами герцога Алансонского и виконта Нарбонны, который был убит в этой битве. После этого Жан поступил на службу в наёмное войско Ла Гира. Несмотря на свои юные годы, де Бюэй рано получил прозвище Чума англичан (фр. Fléau des Anglais).
В 1427 году Жан участвовал в осаде Люда, а в 1428 году был назначен капитаном Тура. 25 октября того же года Жан вошёл в Орлеан с 800 военными, составлявшими свиту Орлеанского бастарда. Он сражался под стягом Жанны д’Арк в ходе военных столкновений 1429 года в долине Луары. По распоряжению короля казначейство выплатило Жану в апреле и мае 1429 года вознаграждение 200 турских ливров для компенсации расходов на его 30 воинов и 40 помощников, понесённых при сопровождении торговцев, пополнявших продовольственные запасы осаждённого Орлеана. Жан V де Бёй также находился рядом с Жанной д’Арк при захвате Сабле, в битвах при Жаржо, Мен-сюр-Луар, Божанси, Пате, Реймсе (куда они сопровождали дофина Карла для его коронации).

## Продвижение по службе
Жан де Бюэй принял участие во множестве сражений в Нормандии, и в конце 1430-х годов получил назначение генерал-капитаном (фр. capitaine-général du roi) в провинции Анжу и Мэн, которые тогда располагались у границ французского королевства. Жан де Бюёй защищал земли Иоланды Анжуйской от нападений шаек английских и французских наёмников, возглавляя отряд в 100 человек; в 1432 году в Бомоне, затем в Вивуене и Лоре. Он освободил город Сен-Селерен в апреле 1434 года и сражался с Родриго де Вильяндрандо в битве у Ле-Пон-де-Се. Он также принял участие в небольшой войне против Андре де Лоеака и его замка в Сабле-сюр-Сарт.
В 1434 году, в возрасте 28 лет, он был удостоен дворянского титула шевалье после третьей осады Сен-Селерена в феврале и захвата Сийе-ле-Гийома. В следующем году вместе с Амбруазом де Лоре он сражался против Мэтью Го, которого захватили в плен вместе с Томасом Кириелом. В декабре 1439 года Жан отвоевал обратно у англичан крепость Сент-Сюзанн, которой англичане, возглавляемые сэром Джоном Фастольфом, владели на протяжении 14 лет. В ночь, когда командующего Мэтью Го не было на месте, французы застали врасплох и буквально выгнали англичан, пользуясь предательством английского солдата Джона Ферремена, жена которого была уроженкой Сент-Сюзанна.

## На службе у короля Карла VII
Жан V де Бюэй в 1433 году участвовал в пленении Жоржа де Ла Тремуя и четырёх его спутников, а в 1439—1440 годах в прагерии — восстании крупных феодалов Франции против короля Карла VII. Бюэй поселился в Сент-Сюзанне, несмотря на то, что его законным владельцем была семья Алансонов. В марте 1441 года король Карл VII предписал Жану вернуть город. Но он вернул город Алансонам только в марте 1447 года. Тем не менее, благодаря полководческому таланту Жан снова вернулся в милость у короля Франции. Бюэй был назначен командовать основанными силами французов, направленными королём в Швейцарию и Германию, вместе с дофином Людовиком в 1444 году. 26 августа 1444 года де Бюёй участвует в сражении у Бирса, рядом с Базелем, где швейцарцы потерпели поражение, но потери французских наёмников были чрезмерными.
Жан де Бюэй с отличием служил до окончательного завоевания Нормандии. В 1450 году 44-летний Жан V получил должность адмирала Франции, и после смерти Прижана де Коэтиви (фр. Prigent de Coëtivy) при осаде Шербура стал капитаном Шербура. Должность адмирала давала её владельцу функции управляющего флотом на равных правах со всеми провинциальными адмиралтействами. Тем не менее, дополнительно он имел власть над военным флотом, торговым флотом, а также право вершить суд в юрисдикции своего адмиралтейства. Также Жан получил нормандское виконтство Карантан.
3 ноября 1450 года Жан ассистировал герцогу Бретонскому на церемонии оммажа, который тот приносил королю Франции.
Жан унаследовал графство Сансерр от своего дяди Беро III. 17 июля 1453 года Жан де Бюэй участвовал в последнем сражении Столетней войны — битве при Кастийоне (англичане были разбиты).
Жан V де Бюэй был женат на Жанне де Монжан (фр. Jeanne de Montjean), дочери Жана, сеньора де Монжан, и Анны де Сийе (фр. Anne de Sillé). Церемония венчания проходила в приходской церкви Бёй-ан-Турен. Впоследствии овдовев, 50-летний Жан V в 1456 году сочетался браком с Мартиной Тюрпен де Криссе (фр. Martine Turpin de Crissé), дочерью Антуана, сеньора де Криссе, и Анны де Ла Грезийе. В том же 1456 году Жан V распорядился построить в Сансерре зерновой амбар (уничтожен в 1883 году) и большое здание, где расположилась скотобойня. В 1458 году на распродаже имущества Жака Кёра «граф купил сеньорию Барлье, уплатив 3 тысячи золотых экю. Шатлению Вайи и Шарпиньон, а также превотства Меш и Баннеруа...». Укреплённый замок Жель он продал Антуану Шабанскому, графу Даммартену.

## Отношения с королём Людовиком XI
После того как Людовик XI занял трон Франции в 1461 году, он разжаловал большую часть должностных лиц, близких к его отцу Карлу VII. В число таких лиц попал и де Бюэй. Жан V был вынужден уступить должность адмирала в пользу Жана де Монтобана и покинуть королевский двор. В 1465 году де Бюэй присоединился к Лиге общественного блага, чья деятельность была направлена против Людовика XI, но уже в 1469 году он снова попал в милость к королю, как и множество других ветеранов. Молодой король понял, что опыт этих людей необходим ему для противостояния растущей в то время военной мощи бургундцев. Жан V получил посты советника и камергера короля Людовика XI, а 1 августа 1469 года 63-летний де Бёй был посвящён в рыцари ордена Святого Михаила. 3 июня 1469 года Жан V принял короля в своём замке Вожур. 09 и 21 сентября 1473 года он одержал победу в сражениях при Уши и при Рибмоне. Изабо, аббатиса аббатства Бонлье (фр. abbaye de Bonlieu), в 1476 году передала Жану де Бёю хутор Куар и приход Диссе-су-Курсийон, который в возрасте 70 лет, менее чем за год до своей смерти, стал сеньором де Курсийон (фр. seigneur de Courcillon).

## Семья и наследники
В первом браке Жан V и Жанна де Монтобан имели сына:
- Антуан де Бюэй, граф Сансерр, сеньор де Бёй. 23 декабря 1461 года женился на Жанне Валуа (1448-1467), внебрачной дочери Карла VII и Агнессы Сорель.

Во втором браке Жана V с Мартиной де Криссе было два ребёнка:
- Эдмон де Бюэй (умер в 1495 году), взявший в жёны Франсуазу де Лаваль.
- Франсуаза де Бюэй, умерла в детстве.

Уже в преклонные годы, находясь в отставке, Жан V написал полу-автобиографическое повествование Le Jouvencel (1461—1466), где важное место было отведено описанию осады Орлеана. Большая часть текста, как оказалось, была позаимствована автором из «Книги о военных деяниях и о рыцарстве» (Livre des faits d’armes et de la chevalerie, 1405 год) средневековой писательницы Кристины Пизанской, а также из ряда иных источников. Однако большую ценность имеют личные представления Жана о бытовой жизни и военных действиях XV столетия. Этот труд выдержал пять печатных изданий в период с 1493 по 1529 год.

## Литературные труды
- Jean de Bueil. Le Jouvencel. — Париж: Librairie Renouard, 1887—1889. — Vol. I.
- Jean de Bueil. Le Jouvencel. — Париж: Librairie Renouard, 1887—1889. — Vol. II.